# 유요 (패공왕)
패공왕 유요(沛恭王 劉曜, ? ~ ?)는 후한 말기의 황족이다.

## 생애
아버지 패효왕의 뒤를 이어 패왕에 봉해졌다.
시호를 공(恭)이라 하였고, 아들 유계가 작위를 이었다.

## 출전
- 범엽, 《후한서》 권42 광무십왕열전

| 선대 아버지 패효왕 유종 | 후한의 패왕 ? - ? | 후대 아들 유계 |